# Pseudocobelura
Pseudocobelura är ett släkte av skalbaggar. Pseudocobelura ingår i familjen långhorningar.
Kladogram enligt Catalogue of Life:
| Pseudocobelura | \| \| Pseudocobelura prolixa \| \| \| \| \| \| Pseudocobelura succincta \| \| \| \| |
|                | \| \| Pseudocobelura prolixa \| \| \| \| \| \| Pseudocobelura succincta \| \| \| \| |
|                | Pseudocobelura prolixa                                                              |
|                |                                                                                     |
|                | Pseudocobelura succincta                                                            |
|                |                                                                                     |